# Daveaua
Daveaua je monotipski rod glavočika smješten u tribus Anthemideae. Jedina je vrsta zeljasta biljka D. anthemoidesiz Španjolske, Portugala, Maroka i Egipta,